# كيزو كاواشيما
كيزو كاواشيما (باليابانية: 川島慶三؛ بالكانا: かわしま けいぞう) هو لاعب كرة قاعدة ياباني، ولد في 5 أكتوبر 1983 في ساسيبو في اليابان.

## وصلات خارجية
- كيزو كاواشيما على موقع الدوري الياباني لكرة القاعدة (الإنجليزية)
- كيزو كاواشيما على موقعبيزبول رفرنس.كوم (الدوري الثانوي) (الإنجليزية)